# Сафонов, Геннадий Николаевич
Генна́дий Никола́евич Сафо́нов (1913, Ненинка — 1992, Вилейский район, Минская область) ─ белорусский «Праведник народов мира». Он спас из еврейского гетто в Илье (Минская область) Фогельман Симху, Соломянского Файвла, Кац Брайну, Захарову (Минкову) Анну и семью Йохельман и других евреев в период Холокоста.
3 ноября 1992 года израильский Институт Катастрофы и героизма европейского еврейства в Иерусалиме «Яд ва-Шем» за участие в спасении евреев от геноцида присвоил Сафонову Геннадию Николаевичу почётное звание «Праведник народов мира».

## Биография
Родился в 1913 году в селе Ненинка Солтонского района Алтайского края, в крестьянской семье. Русский, беспартийный.
В 1930 году он с семьёй переехал в Бийск. Там же в 1932 году окончил 7 классов начальной школы. В 1930 году обучался на кролиководческих курсах. С 1931 по 1933 год работал кролиководом на предприятии «Союзохота». С 1933 по 1935 год заведовал столовой.
С 1935 года проходил службу в рядах РККА. В 1935─1937 гг. обучался в Артиллерийской школе в Одессе. С 1937 по 1941 год проходил службу на должности начальника снабжения в воинских частях РККА. В 1941 году ему присвоено звание старшего лейтенанта.

### Партизанская деятельность
В первые дни Великой Отечественной войны Геннадий Сафонов, направляясь к новому месту службы в Западной Белоруссии, попал в окружение недалеко от города Молодечно Вилейской области. Выйдя из окружения, скрывался в лесу.
С сентября 1941 по март 1942 стал одним из организаторов и командиром партизанской группы из 7 человек. С марта по сентябрь 1942 года ─ помощник командира роты партизанского отряда «Мститель», позже командир роты. Его группа спасала евреев помогая выводить их из гетто, расположенных в Вилейском районе, и прятала их в лесу. Геннадий приносил жившим в землянках евреям продукты и зимнюю одежду.
В сентябре 1942 года его рота вошла в состав партизанской бригады «Народные мстители», которая действовала в Руднянских лесах. Через связных партизаны устанавливали контакты в деревнях с семьями евреев и помогали им уходить в лес. Были спасены от гибели около полусотни евреев. Среди них были семьи Йохельман, Захаровых и других.
В ноябре 1942 года Сафонов нашёл в лесу, сбежавших в июне 1942 года из гетто в местечке Илья, Симху Фогельман и Файвла Соломянского, позже Шрагу Дегани, и привёл их в партизанский отряд.
В этот же период он спас Брайну Кац. Она, среди немногих, спаслась после массового убийства евреев 5 июня 1942 года в Долгиновском гетто и одна находилась в лесу. Ей было тогда около 70 лет. У неё начиналась гангрена ног. Бойцы нашли её совсем обессилевшей. Геннадий Сафонов приказал вынести её из леса в ближайшую деревню, где её выходили местные жители. Он часто навещал её и следил за её выздоровлением. После выздоровления Сафонов привёл женщину в отряд. Она готовила еду и кормила партизан, находилась в отряде до конца войны.

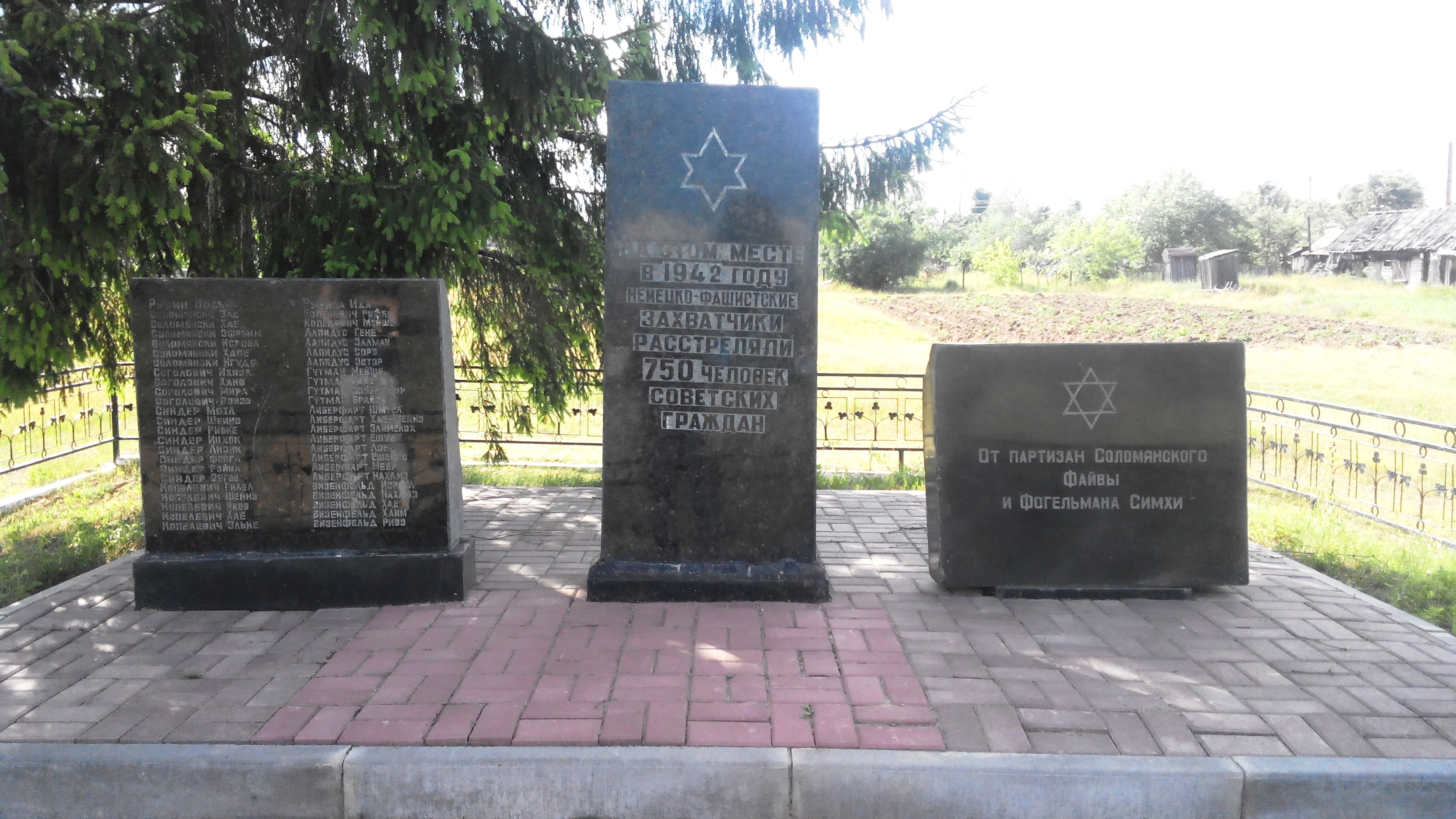
Памятник жертвам Холокоста в посёлке Илья Вилейского района Минской области, убитым нацистами в 1942 году.

Геннадий Сафонов создал в бригаде из бежавших из гетто евреев небольшой кожевенный завод, где они вырабатывали кожу, шили партизанам зимнюю одежду, чинили обувь. Многие из них были пожилыми людьми и не могли воевать с оружием в руках.
3 ноября 1943 года Сафонову, начальнику продовольственного снабжения бригады «Дяди Васи», Белорусского штаба партизанского движения,  присвоено очередное звание ─ капитан интендантской службы. В 1944 году партизанская бригада «Народные мстители» участвовала в освобождении Вилейки, Сморгони и других белорусских городов и сел.
В ноябре 1946 года закончил военную службу и был уволен в запас.

### После войны
После демобилизации Геннадий Николаевич поселился в городе Вилейка, работал на стеклозаводе «Залесье». Благодаря его усилиям в посёлке Илья был установлен памятник евреям ─ жертвам Холокоста. Он ухаживал за ним и за другими памятниками, установленными в память о погибших евреях в Вилейском районе.
После войны спасённые Сафоновым узники гетто разъехались по всему миру, многие поселились в Израиле. Среди них были Кац, Фогельман и Дегани.
Брайна Кац умерла в возрасте 90 лет. Её потомки не забыли Геннадия Николаевича и часто навещали его. Внук Брайны, Шимон Хевлин, живущий в США, после смерти Геннадия Николаевича (после 1992 года) навещал в Вилейке его жену, Валентину Петровну.

## Награды
- Орден Красной Звезды (1943)[2]
- Медаль «Партизану Отечественной войны» I-й степени (1944)[2]
- Орден Отечественной войны II степени (1985)[8]

## Праведник народов мира
- 3 ноября 1992 года израильский государственный национальный Институт Катастрофы и героизма европейского еврейства в Иерусалиме «Яд ва-Шем» за участие в спасении евреев от геноцида удостоил Сафонова Геннадия Николаевича почётным званием «Праведник народов мира»[5].
- На аллее «Праведников народов мира» на мемориале «Яма» в Минске установлена табличка с именем Сафонова Геннадия Николаевича и посажено именное дерево[9].